# Autovía del Camino de Santiago

Señal de confirmación de la autovía A-12 en Navarra

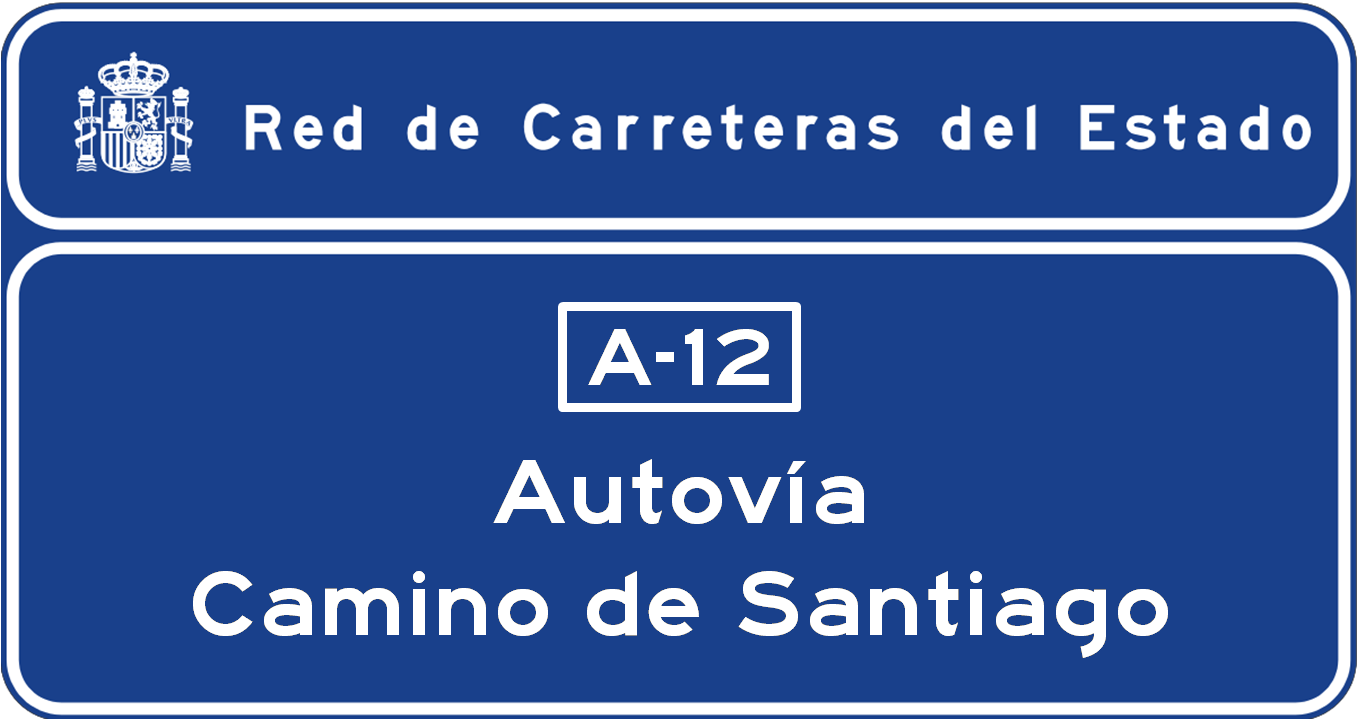
Señal de confirmación de la autovía A-12 en el resto de tramos

La autovía del Camino de Santiago o A-12 (Donejakue bideko autobia, cooficial en el tramo navarro) es una autovía española que comienza en Pamplona (Navarra), y finalizará en Burgos. Fue construida por el Gobierno de Navarra entre 2002 y 2006 en paralelo al trazado de la antigua carretera N-111, hoy NA-1110, entre Pamplona y Viana. Por su parte, el Ministerio de Transportes, Movilidad y Agenda Urbana lleva construyendo desde 2007 los tramos entre Logroño y Burgos, de su competencia.
Con la finalización de la construcción de los tramos restantes, y la construcción de la autovía A-54 entre Lugo y Santiago de Compostela, esta autovía se consolida también como parte de la ruta entre Pamplona y Santiago de Compostela que constituirá el llamado Corredor santiaguero, cubriendo casi todo el trazado del Camino de Santiago francés desde Pamplona hasta Santiago de Compostela, pasando por Logroño, Burgos y León, empleando las autovías A-21, A-12, A-231, A-6 y A-54.

## Peaje en sombra
El tramo navarro de la A-12 se explota bajo la novedosa modalidad de peaje en sombra. 
El contrato para este tramo, que en 2010 tuvo una intensidad circulatoria de 12 034 vehículos diarios, tiene una duración de 30 años, hasta 2034. El contrato de concesión de esta autovía es el mayor contrato de concesión de una infraestructura adjudicado en la historia de Navarra.
La sociedad concesionaria se denomina Autovía del Camino S.A. Inicialmente, los accionistas eran Corporación Caja Navarra, FCC Construcción S.A. y Navarra de Empresas de Construcción. El 29 de mayo de 2009 se produjo un traspaso de acciones de la empresa FCC Construcción S.A. a Globalvia Infraestructuras S.A.U., grupo concesional participado igualmente por FCC Construcción S.A. y Bankia.
El 9 de septiembre de 2010 se formalizó la transmisión de acciones representativas del 80 % del capital social de Autovía del Camino S.A. a favor de un fondo gestionado por Deutsche Bank a través de la sociedad domiciliada en Países Bajos Infraestructure Panther B.V., quedando la composición del accionariado de la sociedad del siguiente modo:
- Infraestructure Panther B.V. (80 %)
- Grupo Corporación Empresarial de la Caja de Ahorros y Monte de Piedad de Navarra (10,91 %)
- Globalvia Infraestructuras S.A.U. (9,09 %)

Según el Gobierno de Navarra, el destacado interés de multinacionales extranjeras demuestra la idoneidad del sistema de peaje.

## Elementos singulares
Destacan los túneles de 1050 metros de longitud que permiten salvar la sierra del Perdón, entre Zariquiegui y Legarda, el puente de Santiago sobre el río Arga a su paso por Puente la Reina o la solución aplicada para atravesar la localidad de Zizur Mayor, todas ellas en Navarra.
Durante su construcción se encontró cerca de Grañón una importante necrópolis de época medievales

## Tramos
| Denominación | Tramo | Longitud (km)               | Año servicio / Estado (2025)                                                                                            |
| ------------ | --- | --------------------------- | --- |
| A-12         | Echavacoiz (Pamplona) ( A-15 ) - Zizur Mayor Sur Tramo original (sin paso inferior) Paso inferior de Zizur Mayor | 1,2 1,1                     | 1990 2003 |
| A-12         | Zizur Mayor Sur - Puente la Reina Norte Subtramo: Zizur Mayor Sur - Astráin Subtramo: Astráin - Uterga Subtramo: Uterga - Puente la Reina Norte | 3,4 5,1 3,5                 | 2005 |
| A-12         | Variante de Puente la Reina Tramo: Puente la Reina Norte - Puente la Reina Oeste | 6,9                         | 2004 |
| A-12         | Puente la Reina Oeste - Estella Este | 12,2                        | 2005 |
| A-12         | Estella Este - Los Arcos Suroeste Subtramo: Estella Este - Estella Sur Subtramo: Estella Sur - Villamayor de Monjardín Subtramo: Villamayor de Monjardín - Los Arcos Nordeste Subtramo: Variante de Los Arcos | 4,5 7,1 7,3 7,4             | 2006 |
| A-12         | Los Arcos Suroeste - Viana | 14                          | 2006 |
| A-12         | Viana - Enlace Circunvalación Sur de Logroño LO-20 | 2,2                         | 2015 |
| LO-20        | Circunvalación Sur de Logroño Tramo: Enlace A-12 - Polígono industrial La Portalada (sentido Oeste) Tramo: Enlace A-12 - Polígono industrial La Portalada (sentido Este) Tramo: Polígono industrial La Portalada - Nudo de la Estrella A-13 Tramo: Nudo de la Estrella Tramo: Nudo de la Estrella A-13 - Yagüe (Logroño) Remodelación subtramo: Nudo de la Estrella - Avda. Madrid Soterramiento subtramo: Avda. Madrid - Avda. de la Sierra Tramo: Nudo de Chile Tramo: Nudo de Alcampo Tramo: Yagüe (Logroño) - Fuenmayor A-12 | 1,5 3,1 - 5 1,6 0,6 0,8 - 5 | 2014 2015 2002 1975 2002 1998 1991 1989 1996                                                                            |
| A-12         | Variante de Navarrete Tramo: Fuenmayor LO-20 - Navarrete Oeste | 5,5                         | 2002 |
| A-12         | Navarrete Oeste - Nájera | 9,5                         | 2007 |
| A-12         | Nájera - Hormilla | 5,8                         | 2008 |
| A-12         | Hormilla - Hervías | 11,1                        | 2014 |
| A-12         | Hervías - Santo Domingo de la Calzada | 10,6                        | 2012 |
|              | Santo Domingo de la Calzada - Villamayor del Río | 14,4                        | En obras (apertura retrasada al 2026)                                                                                   |
|              | Villamayor del Río - Villafranca Montes de Oca | 16,6                        | Nuevo proyecto licitado (pendiente readjudicación de proyecto) (pendiente licitación de obras)                          |
|              | Villafranca Montes de Oca - Ibeas de Juarros | 24,3                        | Proyecto aprobado definitivamente (pendiente licitación de obras)                                                       |
|              | Ibeas de Juarros - Burgos BU-30 | 4,2                         | Nuevo proyecto terminado (aprobado provisionalmente y sometida a información pública) (pendiente relicitación de obras) |

## Recorrido

### Tramo Pamplona - Logroño
Administrado por el Departamento de Cohesión Territorial del Gobierno de Navarra.
| Velocidad | Esquema | Carriles (ascendente) | Salida | Sentido Logroño (ascendente)                                                                      | Sentido Pamplona (descendente)                                                                    | Carriles (descendente) | Notas                                                                       |
| --------- | ------- | --------------------- | ------ | ------------------------------------------------------------------------------------------------- | ------------------------------------------------------------------------------------------------- | ---------------------- | --------------------------------------------------------------------------- |
|           |         |                       | 0      |                                                                                                   | Pamplona                                                                                          |                        | Roncesvalles San Juan de Pie de Puerto seguir N-135 Zubiri                  |
|           |         |                       | 1      | A-15 Vitoria San Sebastián A-15 Tudela Zaragoza                                                   | A-15 Vitoria San Sebastián A-15 Tudela Zaragoza                                                   |                        | Jaca Huesca seguir A-15 Zaragoza Bayona seguir A-15 San Sebastián           |
|           |         |                       | 2      | Área de Servicio de Zizur Mayor                                                                   | Área de Servicio de Zizur Mayor                                                                   |                        |                                                                             |
|           |         |                       | 3      | NA-6053 Cizur Menor NA-8108 Zizur Mayor Sanjuanista San Andrés Santa María                        | NA-6053 Cizur Menor NA-8108 Zizur Mayor Sanjuanista San Andrés Santa María                        |                        | Gazolaz Paternáin Belascoain seguir NA-8108 Zizur Mayor                     |
|           |         |                       | 4      | NA-7015 Zizur Mayor Zizurko Urbanizazioa/Urbanización Zizur                                       | NA-7015 Zizur Mayor Zizurko Urbanizazioa/Urbanización Zizur                                       |                        |                                                                             |
|           |         |                       | 5      | Zizur Mayor Ardoi Arrobia                                                                         | Zizur Mayor Ardoi Arrobia                                                                         |                        |                                                                             |
|           |         |                       | 6      | NA-1110 NA-6004 Galar Arrobia                                                                     | NA-1110 NA-6004 Galar Arrobia                                                                     |                        | Esparza Arlegui seguir NA-6004 Galar                                        |
|           |         |                       | 9      | NA-1110 Astráin NA-6005 Zariquiegui                                                               | NA-1110 Astráin NA-6005 Zariquiegui                                                               |                        | Undiano Muru-Astráin seguir NA-1110 Astráin                                 |
|           |         |                       |        | Túneles del Perdón 1050 m                                                                         |                                                                                                   |                        |                                                                             |
|           |         |                       | 14     | NA-1110 Legarda NA-6016 Uterga Erreniega Memorial                                                 | NA-1110 Legarda NA-6016 Uterga Erreniega Memorial                                                 |                        |                                                                             |
|           |         |                       | 16     | Área de Servicio de Legarda                                                                       | Área de Servicio de Legarda                                                                       |                        |                                                                             |
|           |         |                       | 18     | NA-1110 Puente la Reina Norte NA-6061 Obanos Eunate Obanos                                        | NA-1110 Puente la Reina Norte NA-6061 Obanos Eunate Obanos                                        |                        | Muruzábal Enériz seguir NA-601 Tiebas-Muruarte de Reta                      |
|           |         |                       | 21     | Puente la Reina                                                                                   | Puente la Reina                                                                                   |                        |                                                                             |
|           |         |                       | 23     | NA-1110 Puente la Reina Oeste NA-601 Mendigorría Andelos Ciudad Romana Artajona Cerco             | NA-1110 Puente la Reina Oeste NA-601 Mendigorría Andelos Ciudad Romana Artajona Cerco             |                        | Artazu Guirguillano seguir NA-1110 Puente la Reina                          |
|           |         |                       | 25     | NA-1110 Mañeru                                                                                    | NA-1110 Mañeru                                                                                    |                        |                                                                             |
|           |         |                       | 27     | NA-1110 Cirauqui Cirauqui Calzada Romana                                                          | NA-1110 Cirauqui Cirauqui Calzada Romana                                                          |                        |                                                                             |
|           |         |                       | 31     | NA-1110 Lorca Embalse de Alloz                                                                    | NA-1110 Lorca Embalse de Alloz                                                                    |                        | Alloz Lerate Muez Salinas de Oro seguir NA-1110 Lorca                       |
|           |         |                       | 34     | NA-7320 Valle de Yerri Eguiarte Monasterio de Irantzu                                             | NA-7320 Valle de Yerri Eguiarte Monasterio de Irantzu                                             |                        | Arizala Abárzuza Lezáun Casetas de Ciriza seguir NA-7320 Lácar              |
|           |         |                       | 36     | NA-1110 Villatuerta                                                                               | NA-1110 Villatuerta                                                                               |                        | Arandigoyen Grocin Murillo de Yerri seguir NA-1110 Villatuerta              |
|           |         |                       | 39     | NA-132 Tafalla Villatuerta                                                                        | NA-132 Tafalla Villatuerta                                                                        |                        | Estella Este seguir NA-132 Villatuerta Oteiza Larraga seguir NA-132 Tafalla |
|           |         |                       | 40     | NA-122 Estella Oeste Lodosa San Adrián Estella                                                    | NA-122 Estella Oeste Lodosa San Adrián Estella                                                    |                        | Morentin Allo Lerín seguir NA-122 San Adrián                                |
|           |         |                       | 44     | NA-1110 Ayegui NA-132-B Vitoria Monasterio de Irache Centro de Interpretación de la Trufa         | NA-1110 Ayegui NA-132-B Vitoria Monasterio de Irache Centro de Interpretación de la Trufa         |                        | Estella Norte Murieta Zudaire seguir NA-132-B Vitoria                       |
|           |         |                       | 47     | NA-1110 Azqueta Urbiola Villamayor de Monjardín                                                   | NA-1110 Azqueta Urbiola Villamayor de Monjardín                                                   |                        | Luquin Barbarin Etayo seguir NA-1110 Urbiola                                |
|           |         |                       | 51     | NA-6340 Arróniz Ancín Arellano Villa Romana                                                       | NA-6340 Arróniz Ancín Arellano Villa Romana                                                       |                        | Dicastillo Arellano Legaria seguir NA-6340 Arróniz                          |
|           |         |                       | 58     | NA-129 Los Arcos Sesma Circuito de Navarra Santa María                                            | NA-129 Los Arcos Sesma Circuito de Navarra Santa María                                            |                        | Mues Zúñiga Galbarra seguir NA-129 Los Arcos                                |
|           |         |                       | 67     | NA-6310 Lazagurría Torres del Río Mendavia Santo Sepulcro Nuestra Señora de Codés Sierra de Codés | NA-6310 Lazagurría Torres del Río Mendavia Santo Sepulcro Nuestra Señora de Codés Sierra de Codés |                        | Torralba del Río Cabredo Marañón seguir NA-6310 Torres del Río              |
|           |         |                       | 75     | NA-6320 Viana Viana                                                                               |                                                                                                   |                        | Aras Aguilar de Codés Meano seguir NA-6320 Viana                            |
|           |         |                       | 76     | NA-134 Mendavia Viana La Granja Cantabria Las Cañas                                               | NA-134 Mendavia Viana La Granja Cantabria Las Cañas                                               |                        | Aras Aguilar de Codés Meano seguir NA-134 Viana                             |
|           |         |                       |        |                                                                                                   |                                                                                                   |                        |                                                                             |
|           |         |                       | 78     | LO-20 Logroño A-12 Burgos AP-68 Zaragoza N-111 Soria N-232 Santander                              |                                                                                                   |                        | Guadalajara Teruel seguir N-111 Soria                                       |

### Tramo Logroño - Santo Domingo de la Calzada
Administrado por el Ministerio de Transportes, Movilidad y Agenda Urbana del Gobierno de España.
| Velocidad | Esquema | Carriles (ascendente) | Salida | Sentido Burgos (ascendente)                                         | Sentido Logroño (descendente)                                       | Carriles (descendente) | Notas                                          |
| --------- | ------- | --------------------- | ------ | ------------------------------------------------------------------- | ------------------------------------------------------------------- | ---------------------- | ---------------------------------------------- |
|           |         |                       | 94     |                                                                     | LO-20 Logroño N-232 Vitoria Santander                               |                        | Pamplona seguir LO-20 Logroño                  |
|           |         |                       | 96     | LR-137 Navarrete Fuenmayor                                          | LR-137 Navarrete Fuenmayor                                          |                        | Tudela Zaragoza Bilbao seguir LR-137 Fuenmayor |
|           |         |                       | 98     | LR-342 Sotés Hornos de Moncalvillo                                  | LR-342 Sotés Hornos de Moncalvillo                                  |                        |                                                |
|           |         |                       | 102    | LR-341 Ventosa                                                      | LR-341 Ventosa                                                      |                        |                                                |
|           |         |                       | 108    | LR-427 Huércanos Alesón N-120 Nájera Este                           | LR-427 Huércanos Alesón N-120 Nájera Este                           |                        |                                                |
|           |         |                       | 110    | LR-113 Nájera Uruñuela Cenicero                                     | LR-113 Nájera Uruñuela Cenicero                                     |                        |                                                |
|           |         |                       | 114    | LR-313 Hormilla N-120 Nájera Oeste LR-208 Hormilleja San Asensio    | LR-313 Hormilla N-120 Nájera Oeste LR-208 Hormilleja San Asensio    |                        |                                                |
|           |         |                       | 117    | LR-206 Azofra LR-315 Briones                                        | LR-206 Azofra LR-315 Briones                                        |                        |                                                |
|           |         |                       | 120    | LR-207 Alesanco Ollauri                                             | LR-207 Alesanco Ollauri                                             |                        |                                                |
|           |         |                       | 125    | LR-326 Hervías Cirueña                                              | LR-326 Hervías Cirueña                                              |                        |                                                |
|           |         |                       | 127    | N-120 Santo Domingo de la Calzada Este Ezcaray                      | N-120 Santo Domingo de la Calzada Este Ezcaray                      |                        |                                                |
|           |         |                       | 130    | LR-111 Santo Domingo de la Calzada Casalarreina Haro LR-203 Bañares | LR-111 Santo Domingo de la Calzada Casalarreina Haro LR-203 Bañares |                        |                                                |
|           |         |                       |        | Fin Autovía del Camino de Santiago                                  | Inicio Autovía del Camino de Santiago                               |                        |                                                |

### Tramo Santo Domingo de la Calzada - Burgos
Actualmente en proyecto y parcialmente en obras.
Administrado por el Ministerio de Transportes, Movilidad y Agenda Urbana del Gobierno de España.
| Velocidad | Esquema | Carriles (ascendente) | Salida | Sentido Burgos (ascendente)                                                     | Sentido Logroño (descendente) | Carriles (descendente) | Notas                           |
| --------- | ------- | --------------------- | ------ | ------------------------------------------------------------------------------- | ----------------------------- | ---------------------- | ------------------------------- |
|           |         |                       |        | LR-201 Santo Domingo de la Calzada Oeste Herramélluri Cuzcurrita de Río Tirón   |                               |                        |                                 |
|           |         |                       |        | LR-411 Grañón Villarta-Quintana                                                 |                               |                        |                                 |
|           |         |                       |        |                                                                                 |                               |                        |                                 |
|           |         |                       |        | N-120 Castildelgado Bascuñana Redecilla del Camino                              |                               |                        |                                 |
|           |         |                       |        | N-120 Villamayor del Río Quintanilla del Monte Fresneña San Cristóbal del Monte |                               |                        |                                 |
|           |         |                       |        | BU-811 Belorado San Miguel de Pedroso Pradoluengo                               |                               |                        |                                 |
|           |         |                       |        | N-120 Tosantos Villambistia Espinosa del Camino                                 |                               |                        |                                 |
|           |         |                       |        | BU-703 Villafranca Montes de Oca Villalómez Villalmóndar                        |                               |                        |                                 |
|           |         |                       |        | N-120 Arlanzón Villasur de Herreros Atapuerca                                   |                               |                        |                                 |
|           |         |                       |        | N-120 Ibeas de Juarros San Millán de Juarros                                    |                               |                        |                                 |
|           |         |                       |        | BU-30 Valladolid Soria León Santander Madrid A-1 Vitoria                        |                               |                        | Lugo Santiago seguir BU-30 León |

## Tramos sensibles
En general, nunca suele haber grandes atascos en esta autovía. Estos son los más destacados:
- Entre las 08:00 y las 10:00 y a partir de las 18:30, desde Zizur Mayor hasta Pamplona (kilómetros 6 a 0). Al ser primera hora de la mañana, todos los vecinos de Zizur Mayor, Cizur Menor y demás pueblos de las cendeas de Galar y Cizur se dirigen a sus lugares de trabajo o a los colegios de la zona, empleando la gran mayoría de ellos esta autovía. Los atascos son frecuentes y pueden llegar a durar más de 20 minutos. El Gobierno de Navarra ya ha anunciado que reajustará la intersección de las autovías A-12 y A-15, principal fuente del problema, para agilizar el tráfico.[66]